# Alexander Löwe
Alexander Löwe (* 5. November 1967 in Heilbronn) ist ein deutscher Synchronautor.

## Leben
Seit 1988 studierte Löwe Kommunikationswissenschaften an der TU Berlin. Seit 1989 ist er als freier Übersetzer, Drehbuch- und Synchronautor tätig und wirkte bei über 320 Kinofilm- und TV-Bearbeitungen mit.

## Werke als Synchronautor (Auswahl)
- 2003: Die Invasion der Barbaren
- 2010: Drachenzähmen leicht gemacht
- 2014: Drachenzähmen leicht gemacht 2
- 2019: Drachenzähmen leicht gemacht 3: Die geheime Welt
- 2020: Enola Holmes

## Auszeichnungen
- 2004 Deutscher Preis für Synchron (Kategorie Herausragendes Synchrondrehbuch von Invasion der Barbaren)
- 2019 Deutscher Preis für Synchron (Kategorie Bestes Drama von A Star Is Born (2018))
- 2021 Nominierung Deutscher Synchronpreis "Sound of Metal"
- 2021 Deutscher Synchronpreis "Soul"